# بلدية الشارقة
بلدية مدينة الشارقة تعد من بين أقدم البلديات التي أنشئت في دولة الإمارات ومنطقة الخليج ككل، إذ يرجع تاريخ إنشائها إلى عام 1927م، ولكن تاريخ ظهور البلدية بتنظيمها الحديث كجهاز متنوع الخدمات يعود إلى عام 1971م حين صدر أول قانون يحدد اختصاصاتها ويمنحها سلطات واسعة في الإشراف على المرافق المختلفة التي تعنى في الأساس بتقديم الخدمات العامة للمواطنين والمقيمين.
وشكل هذا القانون الانطلاقة التطويرية الشاملة لإمارة الشارقة، إذ شهدت على إثره نهضة عمرانية وحضارية عززت من مسيرة التنمية الاقتصادية والاجتماعية.  كما تعتبر البلدية الدائرة التي تتشابك فيها ومن خلالها مصالح وخدمات المجتمع الحديث في إمارة الشارقة، فهي تقوم بتنفيذ العديد من المشاريع الخدمية في الإمارة سنويا، إضافة إلى الدور الكبير لها في المجال الاقتصادي والاجتماعي والصحي والبيئي وغيرها من الخدمات الأخرى.

وقد مرت البلدية منذ تأسيسها وحتى وقتنا الحالي بمراحل متعددة، شهدت خلالها تطورا متناميا من حيث هيكلها الوظيفي ومقراته الرئيسة وموازناتها المالية واختصاصاتها وصولاً إلى هيكلها الحالي.